# Georges Curtelin
Pour les articles homonymes, voir Curtelin.
Georges Curtelin est un architecte français, né à Lyon le 5 avril 1899, et mort en 1968,,.

## Biographie
Il est le fils de Charles Curtelin et Noélie Gente, et frère de Marcel Curtelin. Notons que deux tiers de ses travaux sur quarante ans d’activité, relèvent de l’architecture religieuse et de l’art sacré qui consiste à mettre en relation plusieurs formes artistiques au service de la liturgie. Il devient alors une figure majeure de l’art sacré à Lyon à partir des années 1920.

## Formation
Georges Curtelin fait ses études au lycée Ampère et en 1917, il étudie à l’école régionale d’architecture de Lyon. Le 15 janvier 1918, il intègre l’atelier Tony Garnier. Quelques mois plus tard, il est mobilisé en France puis dans l'Allemagne occupée. Démobilisé, il entre à l’école des Beaux-Arts de Paris et est diplômé en novembre 1923. Il travaille quelque temps à l’atelier Pontremoli. En 1926, il ouvre un cabinet d’architecte à Lyon. Enfin, entre 1956 et 1968, il devient architecte de la commission de Fourvière.
Par ailleurs, il ne faut pas omettre sa rencontre avec Dom Bellot, homme religieux lui aussi architecte, qui n’est pas sans impact sur les réalisations de Georges Curtelin.

## Collaborations
Les œuvres de Georges Curtelin touchent majoritairement des chapelles de congrégation, de séminaires et d’hôpitaux. Mais ces chantiers d’architecture religieuse sont très souvent réalisés avec un autre architecte lyonnais nommé Louis Mortamet. Et pour mener à bien certains de ces travaux, ces deux architectes travaillent parfois en collaboration avec Jean Coquet, artiste qui joue, lui aussi, un rôle important dans l’art sacré.

## Récompenses
En 1922, cet artiste remporte la première mention au concours Godeboeuf. L’année 1923 est, elle aussi, marquée par les récompenses puisque Georges Curtelin se voit décerner la première médaille au prix Rougevin et est également diplômé pour « Une église paroissiale ».

## Œuvres
On note, chez Georges Curtelin un certain goût pour les arts décoratifs.

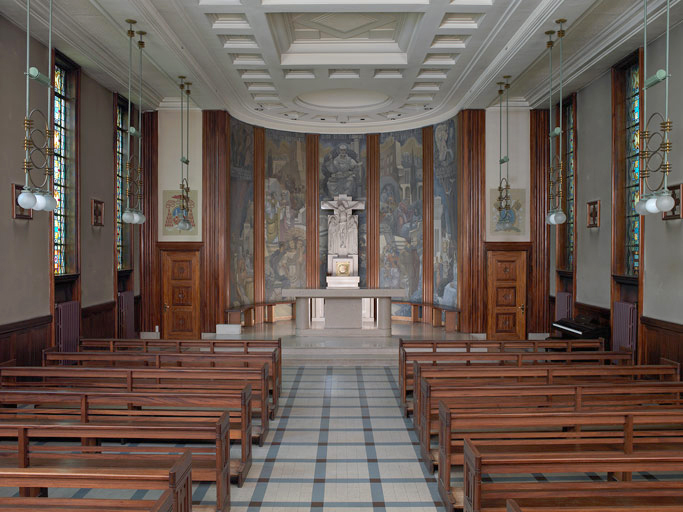
Chapelle de l'Université Catholique de Lyon

Entre 1934 et 1936, il construit l’école d’apprentissage supérieur de Lyon appelée aujourd'hui école La Mache. Il avait prévu à l'époque un projet plus vaste appelé « Cité de Jésus Ouvrier ». Dans ce projet, une église devait être construite à l’angle de l’avenue Berthelot et du futur boulevard Jean XXIII ainsi que des habitations et une salle des fêtes de l'autre côté de l'école à l’angle de la rue Bataille et du futur boulevard Jean XXIII. Seule l’école d’apprentissage supérieur sera réalisée.
En 1936, il entreprend des petits rafraîchissements à la maison de retraite Sainte Camille située à Lyon. Entre 1939 et 1945, il conduit des ensembles remarquables aux universités catholiques de Lyon.

### Travaux d'architecture religieuse
Toutefois, Georges Curtelin a, en majorité, réalisé des travaux d’architecture religieuse, dont voici la liste :
- Ecole cléricale de St Martin en Haut, en 1927 (Rhône).

- Monastère de Bethléem à Paray le Monial, entre 1928 et 1964 (Saône et Loire).

- Eglise de Frayol-la-Violette, en 1930 (Ardèche).

- Clocher de l’église de la Gimond, en 1931 (Loire).

- Restauration des églises de Chazelles sur Lyon, en 1932 (Rhône).

- Achèvement du carmel du Point-du-Jour à Lyon, en 1932 (Rhône).

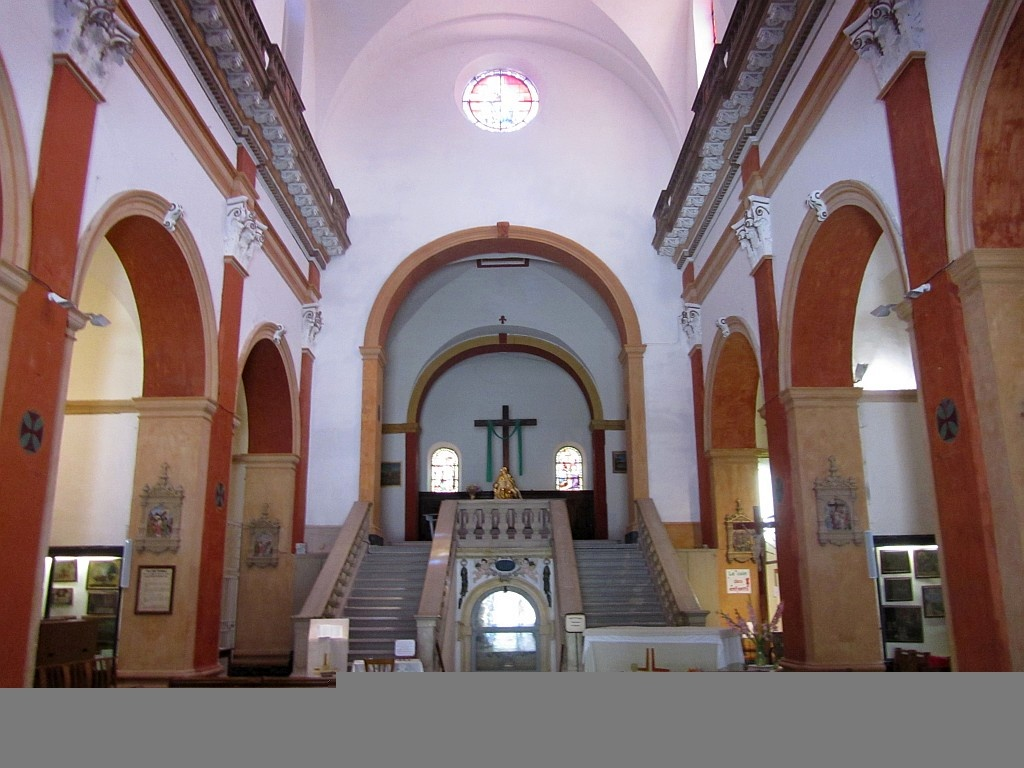
Chapelle Notre Dame des Lumières

- Chapelle Notre Dame des Lumières à Goult, en 1932 (Vaucluse).

- Restauration des églises de Chevrières en Forez, en 1933 (Loire).
- Monastère du Bon Pasteur à Ecully, en 1934 (Rhône).
- Chapelle Dom Bosco à Lyon, en 1934 (Rhône).
- Ensembles remarquables à la chapelle Sainte Madeleine de l’hôpital psychiatrique de Bourg en Bresse, en 1935 (Ain).

- Chapelle Sainte-Madeleine de Bourg-en-Bresse (monument historique depuis 2013).
- Chapelle des Oblats de Lyon, en 1935 (Rhône).
- Notre Dame de la Paix à Caluire-et-Cuire, en 1936-1937 (Rhône)[8].
- Église de Vassieux, en 1937 (Rhône).
- Projets pour l’abbaye de Pradines, durant 1938 et 1939 (Loire).
- Projets pour Notre-Dame-de-Sillonville, durant 1938 et 1939 (Tunisie).
- Agrandissements et chapelle de l’école Chevreul de Lyon, en 1939 (Rhône).
- Chapelle du séminaire universitaire de Lyon, courant 1939-1940 (Rhône).
- Église Sainte Bernadette à Caluire-et-Cuire, en 1940, désaffectée en 1964 et démolie en 2016 (Rhône)[9],

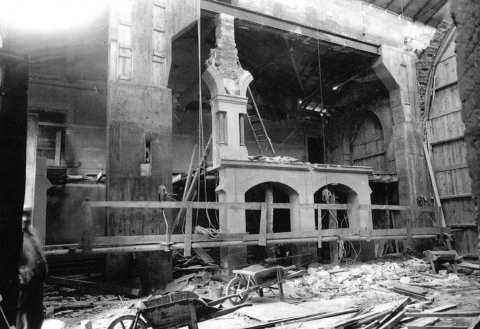
Chantier de construction de la Chapelle Sainte Madeleine (photographie prise en 1935)

- Séminaires des missions de Syrie à Lyon, en 1940 (Rhône).

- Petit séminaire Saint Jean à Lyon, entre 1939 et 1949 (Rhône).
- Eglise Sainte Bernadette de Caluire et Cuire, de 1953 à 1958 (Rhône).
- L'église paroissiale du Sacré-Cœur (Le Teil).
- Agrandissement de la chapelle de l’école d'apprentissage supérieur devenue école La Mache, en 1961 (Rhône)[10].
- Chapelle Saint Pierre Chanel avec Charles Curtelin en 1961, démolie en 2001, Villeurbanne (Rhône)[11].

### Travaux d'architecture non religieuse
- Agrandissement de la maison de retraite d’Oullins, en 1929 (Rhône).
- École d'apprentissage supérieur devenue école La Mache de 1934 à 1936 à Lyon (Rhône).
- Foyer Catholique à Lyon, de 1955 à 1957 (Rhône).
- Immeuble de rapport au 20 cours Suchet à Lyon (Rhône).
- Immeuble des soieries Rosset au 9 quai Jean-Moulin (patrimoine du XXe siècle).
- Hôtel de Juys (puis Bottu de la Barmondière) puis Facultés catholiques (université catholique de Lyon)[1].
- Théâtre du Point du Jour à Lyon.
- Immeuble d'habitation au 12-13-14 avenue Leclerc à Lyon (Rhône).

### Projet du Petit séminaire Saint-Jean
Le projet de l’architecte Georges Curtelin autour du petit séminaire Saint-Jean s’est étendu de 1889 à 1968. À l’origine, il comprend un immeuble de quatre niveaux sur rez-de-chaussée, couvert de toitures en terrasse de manière à intégrer les nouveaux bâtiments avec la cathédrale. Le maître d’œuvre prend soin de reproduire le dessin du réseau des verrières hautes sur la façade de la nouvelle chapelle au moyen de vastes baies néogothiques en béton armé.

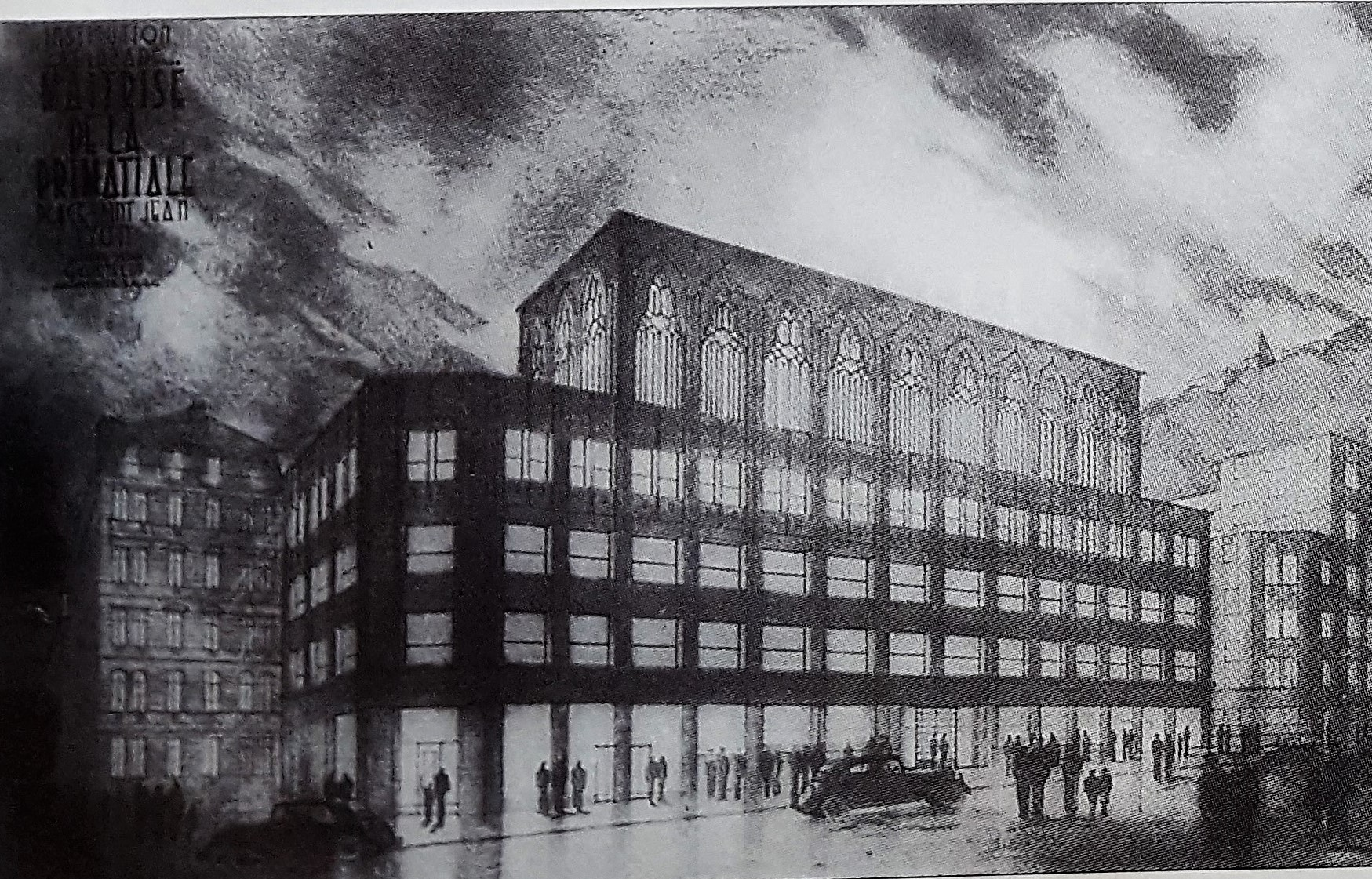
Petit séminaire Saint Jean (projet de Janvier 1936)

Plusieurs variantes sont étudiées, notamment en janvier 1936 et en mars 1938. Peu après, le projet obtient l’aval des services de voirie dans un rapport très favorable présenté au conseil municipal le 22 novembre 1937. Mais Grassely s’y oppose et fait voter son rejet le 24 janvier 1938. Le maire de Lyon, partisan d’une grande place en éventail avec des immeubles, fait intervenir les Monuments historiques pour justifier l’attitude de son conseil municipal.
C’est alors que subitement, en février 1938, l’architecte en chef Paul Gélis inscrit à l’inventaire supplémentaire les immeubles de la place Saint-Jean ainsi qu’une grande partie du quartier, paralysant définitivement tout projet d’embellissement.
Georges Curtelin ne renonce pas pour autant et reprend les plans de 1936. En mars 1938, il dessine une nouvelle façade qui finalement fait figure de compromis. La chapelle est sensiblement réduite et s’intègre mieux.

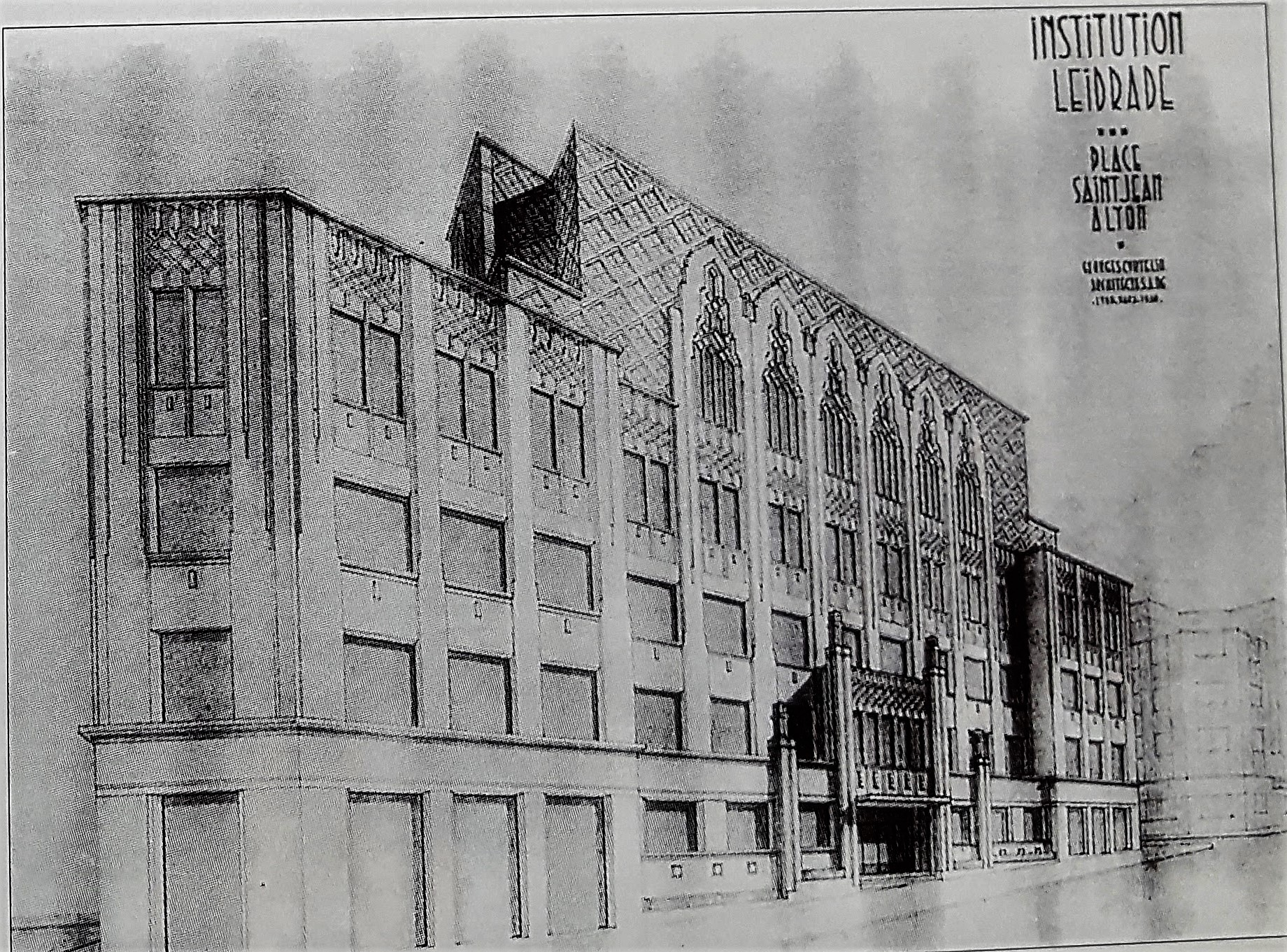
Petit séminaire Saint Jean (projet de Mars 1938)

En juin 1938, Gélis présente un projet de place fermée et les pourparlers entre « la Ville » et « les Monuments historiques » se prolongent jusqu’en novembre de la même année. Le 29 juillet 1939, lors d’une nouvelle réunion de la commission d’étude pour l’aménagement du quartier Saint Jean, l’architecte en chef s’oppose à l’agrandissement de la place Saint Jean et rallie le préfet du Rhône à son avis. Le projet d’une place fermée est accepté mais il reste à définir précisément les tracés d’alignement ainsi que les servitudes du nouveau bâtiment.
A la demande de Gélis, Georges Curtelin revoit complètement ses projets et modifie le caractère de la façade. De 1938 à 1941, les plans se multiplient mais l’architecte semble réticent à se conformer aux prescriptions des Monuments historiques.
En novembre 1938, l’idée d’une place fermée est abandonnée et les plans définitifs sont enfin arrêtés. La première pierre est posée par le cardinal Pierre Marie Gerlier, et la reconstruction débute par le bâtiment de l’ancien petit séminaire sur la rue Jean Carries. La construction est encore interrompue entre 1943 et 1945 et la chapelle n’est finalement élevée qu’en 1948.